# Tetsu Katayama

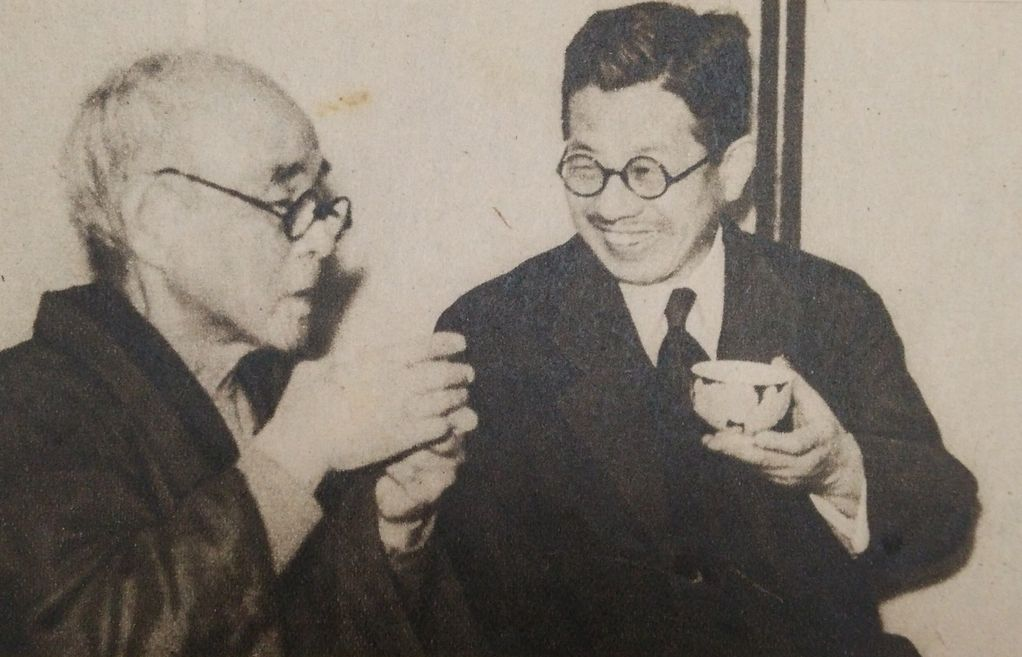
W rozmowie z Isoo Abe (1947)

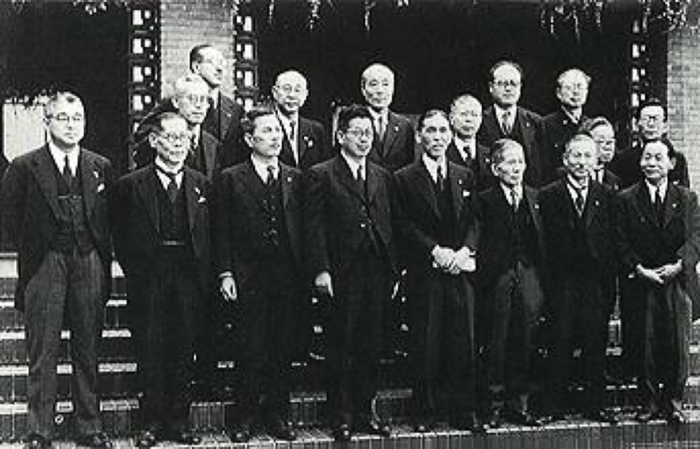
Katayama (czwarty od lewej w dolnym rzędzie) wraz z rządem (1 czerwca 1947)

Tetsu Katayama (jap. 片山 哲 Katayama Tetsu; ur. 28 lipca 1887 w Tanabe w prefekturze Wakayama, zm. 30 maja 1978 w Fujisawie w prefekturze Kanagawa) – japoński prawnik, polityk, premier Japonii w latach 1947–1948. 

## Życiorys

### Młodość
Urodził się w Tanabe w prefekturze Wakayama. Uczęszczał na Uniwersytet Cesarski w Tokio i uzyskał stopień licencjata w dziedzinie prawa. Wychowany był w wierze chrześcijańskiej, był pod silnym wpływem chrześcijańskiego socjalizmu Isoo Abe. Po ukończeniu studiów otworzył kancelarię prawną w wynajętym akademiku Związku Chrześcijańskiej Młodzieży Męskiej, gdzie pracował jako adwokat.

### Początki polityki
W 1926 roku Katayama został sekretarzem generalnym Partii Socjaldemokratycznej. W 1930 roku został wybrany do Izby Reprezentantów reprezentując prefekturę Kanagawa. Po II wojnie światowej, w listopadzie 1945 roku, Katayama został sekretarzem generalnym Socjalistycznej Partii Japonii. Następnie we wrześniu 1946 roku został przewodniczącym komitetu wykonawczego partii.

### Gabinet Katayamy
W wyborach w 1947 roku Partia Socjalistyczna zdobyła 144 mandaty, a Katayama został wybrany premierem w wieku 59 lat. Stworzył koalicję Socjalistycznej Partii Japonii (Nihon Shakaitō), Japońskiej Partii Demokratycznej (Nihon Minshutō) oraz Partii Współpracy Narodowej (Kokumin Kyōdōtō). Gabinet Katayamy był pierwszym gabinetem kierowanym przez przywódcę Partii Socjalistycznej i pierwszym po wprowadzeniu w życie nowej Konstytucji Japonii po zakończeniu obowiązywania Konstytucji Meiji. Rząd Katayamy przyczynił się m.in. do: uchwalenia ustawy o służbie cywilnej, wprowadzenia reformy systemu policyjnego, utworzenia Ministerstwa Pracy, uchwalenia Kodeksu Cywilnego, reformy i nowelizacji prawa karnego. W wyniku wielu konfliktów wewnętrznych w koalicji i dymisji kilku ministrów (m.in. ministra rolnictwa Rikizō Hirano) rząd złożył dymisję.

### Późniejsze życie
Do 1963 roku pełnił funkcje doradcze i polityczne w Partii Demokratyczno-Socjalistycznej oraz w Narodowej Unii Ochrony Konstytucji (Kempō Yōgo Kokumin Rengō), po czym wycofał się z polityki, gdy utracił mandat w Izbie Reprezentantów. 
Zmarł 30 maja 1978 roku w Fujisawie w wieku 90 lat.